# Alberto Juantorena
Alberto Juantorena Danger (Santiago de Cuba, 3 de dezembro de 1950) é um ex-atleta cubano especialista nas provas de 400 e 800 metros.
Proclamou-se campeão olímpico de ambas as distâncias nos Jogos Olímpicos de 1976, feito que ninguém havia conseguido antes.